# Johann Székler
Johann Székler (* 1902 in Lugoj, Komitat Temes, Königreich Ungarn, Österreich-Ungarn; † 1997 in Timișoara, Rumänien) war ein rumänischer Intendant des Deutschen Staatstheaters Timișoara und Repräsentant der rumäniendeutschen Minderheit in der Volksrepublik und Sozialistischen Republik Rumänien.

## Leben
Székler, der der Volksgruppe der Banater Schwaben entstammte, war mit vierzehn anderen Repräsentanten der rumäniendeutschen Minderheit der Volksrepublik Rumänien von 1949 bis 1953 Mitglied des Deutschen Antifaschistischen Komitees für Rumänien.
1959 war Székler zusammen mit dem Journalisten Nicolae Cîmpeanu und den Professoren Heinrich Feichter und Fridolin Klein Mitglied einer Sachverständigenkommission unter dem Vorsitz des Germanisten Stefan Binder von der West-Universität Timișoara, die 1959 für die rumänische Geheimpolizei Securitate die literarischen Arbeiten der fünf verhafteten siebenbürgisch-sächsischen Autoren Wolf von Aichelburg, Hans Bergel, Andreas Birkner, Georg Scherg und Harald Siegmund begutachtete. Die Autoren wurden darauf im Kronstädter Schriftstellerprozess von einem Militärgericht zu zwischen 10 und 25 Jahren Zwangsarbeit verurteilt, wegen des Vorwurfs eine systemfeindliche Vereinigung gebildet und regimefeindliche Literatur in Umlauf gebracht zu haben.
Am 3. Juli 1968 fand eine „Beratung beim Zentralkomitee (ZK) der Rumänischen Kommunistischen Partei (RKP) mit Wissenschaftlern und Kulturschaffenden aus den Reihen der deutschen Nationalität“ statt, an der auch Johann Székler teilnahm. In der Folge wurde der Rat der Werktätigen deutscher Nationalität gegründet.
Ab 1956 war Székler Intendant des Deutschen Staatstheaters Timișoara. Dem 1962 aus der politischen Haft entlassenen Harald Siegmund ließ er am Theater vorwiegend freie Hand. Als auch andere politisch Geächtete wie Rudolf Hollinger am Theater zum Zuge kamen, waren Széklers Position und Handlungsfähigkeit eingeschränkt. Er zeigte sich Neuerungen gegenüber kaum zugänglich, jedoch waren die „alten Rituale“ – auch durch die relativ liberale politische Entwicklung in den ersten Regierungsjahren unter Nicolae Ceaușescu – nicht mehr akzeptabel. Székler wurde 1971 in den Ruhestand versetzt, nahm aber auch danach noch regen Anteil an der Entwicklung des Theaters. Bruno Würtz trat 1972 seine Nachfolge an.

## Theateraufführungen (Auswahl)
- Nach dem Gewitter, Premiere Timișoara 15. November 1957, als Autor[9]
- Rotkäppchen, Premiere Timișoara 18. März 1960[10]
- Der gestiefelte Kater, Premiere Timișoara 24. April 1961[11]
- Gute Laune im Gepäck, Premiere Timișoara 19. Dezember 1962, als Autor, Bearbeitung[12]
- Aschenputtel, Premiere Timișoara 19. November 1967, als Autor zusammen mit Grete Gross (Pseudonym von Irene Mokka)[13]
- Einen Jux will er sich machen, Premiere Timișoara 25. Dezember 1968[14]
- Sappho (Grillparzer), Premiere Timișoara 26. November 1969, als Bühnenregisseur[15]
- Bunter Abend, Premiere Timișoara 11. Februar 1970, als Autor und Bühnenregisseur[16]
- Der g'scheite Franzl, Premiere Timișoara 15. Mai 1970[17]
- Dornröschen Premiere Timișoara 20. Oktober 1970, Bühnenbearbeitung[18]